# Михайлов Валерій Михайлович
Михайлов Валерій Михайлович (нар. 22 вересня 1963) - доктор технічних наук, професор, Заслужений діяч науки і техніки України, лауреат Державної премії України в галузі науки і техніки, проректор з наукової роботи, професор кафедри обладнання та інжинірингу переробних і харчових виробництв Державного біотехнологічного університету.

## Біографія
Валерій Михайлович народився 22 вересня 1963 року у с. Коробочкине Чугуївського району Харківської області.
У 1985 році закінчив Харківський інститут громадського харчування; працював інженер технологом ОРС Дніпровського металургійного комбінату.
З 1985 по 1987 роки служба в лавах Радянської армії.
З 1987 по 1991 роки завідувач їдальнями кущів № 1, 2 ОРС Дніпровського металургійного комбінату.
З 1991 по 1992 роки викладач-стажист кафедри процесів, апаратів та автоматизації харчових виробництв Харківського інституту громадського харчування.
З 1992 по 1994 роки асистент кафедри процесів, апаратів та автоматизації харчових виробництв Харківського інституту громадського харчування.
У 1994 році захистив кандидатську дисертацію.
У 1995 році заступник декана інженерно-механічного факультету Харківської державної академії технологій та організацій харчування.
З 1995 по 2003 роки працював на посаді доцента кафедри процесів, апаратів та автоматизації харчових виробництв Харківської державної академії технологій та організацій харчування.
З 2001 по 2004 роки в. о. декана інженерно-механічного факультету Харківського державного університету харчування та торгівлі.
У 2003 році захистив докторську дисертацію.
З 2004 по 2021 роки проректор з наукової роботи Харківського державного університету харчування та торгівлі.
З 2009 по 2011 роки член експертної ради ВАК України.
З 2015 по теперішній час провідний учений відділення агарарної економіки і продовольства Національної академії аграрних наук України.
З 2016 по 2021 роки заступник голови секції Наукової ради МОН України.
З 2016 по теперішній час член Президії ради проректорів з наукової роботи закладів вищої освіти та директорів наукових установ МОН України.
З 2018 по 2021 роки голова експертних комісій обласних конкурсів.
З 2021 по 2022 роки проректор з науково-педагогічної роботи та євроінтеграції Державного біотехнологічного університету.
З 2022 по теперішній час проректор з наукової роботи Державного біотехнологічного університету.
З 2023 року головний редактор фахового видання «Прогресивні техніка та технології харчових виробництв ресторанного господарства і торгівлі».

## Наукові праці
Валерій Михайлович автор 650 наукових публікацій, у тому числі 33 монографій, 258 статей (з них 13 у виданнях, що індексуються наукометричними базами даних Scopus та Web of Science), 75 охоронних документів на винаходи та корисні моделі, більше 300 тез доповідей.
Основні праці:
- Процеси та апарати жаріння харчових продуктів: навчальний посібник. Харків: ХДАТОК, 2000 (співавтор);
- Лабораторний практикум з курсу «Технологічні основи машинобудування». 2004 (співавтор);
- Прогресивні процеси жаріння кулінарних виробів: монографія. Харків: ХДУХТ, 2005. 189 с. (співавтор);
- Використання мікрохвильової вакуумної обробки в процесах виробництва овочевих концентратів: монографія. Харків: ХДУХТ. 2014. 118 с. (співавтор);
- Процеси виробництва багатокомпонентних паст із органічної сировини. 2015 (співавтор);
- Розробка низькотемпературного інфрачервоного обладнання для виробництва рослинних напіфабрикатів і функціональних харчових продуктів: монографія. Харків: Вид-во Іванченка І. С. 2021. 125 с. (співавтор);
- Інноваційні технології продуктів переробки рослинної сировини у кондитерських виробах спеціального призначення: монографія. Харків: Вид-во Іванченка І. С. 2023. 138 с. (співавтор);
- Концептуальні напрями удосконалення технології склеєних кишкових плівок. Продовольчі системи України: повоєнне відновлення та забезпечення сталого розвитку: матеріали Міжнар. наук.-практ. форуму, 15-16 трав. 2024 р. Харків: ДБТУ, 2024. С. 79-80. (співавтор).

Наукові інтереси: проблематика розробки прогресивних технологій та обладнання переробки сільськогосподарської сировини і виробництва харчової продукції масового споживання.

## Відзнаки та нагороди
- знак «Відмінник освіти України» (2002);
- диплом «Вища школа Харківщини - кращі імена» в номінації «Науковець» (2005);
- нагрудний знак «За наукові досягнення» (2007);
- почесна грамота Харківської обласної державної адміністрації та Харківської обласної ради (2007);
- грамота Верховної Ради України «За заслуги перед Українським народом» (2011);
- державна премія України в галузі науки і техніки (2011);
- подяка Харківської міської голови (2015);
- грамота Харківської обласної ради (2017);
- заслужений діяч науки і техніки України (2018);
- грамота Північно-східного наукового центру НАН України і МОН України (2018).